# Schaiba (Ölfeld)
Schaiba (arabisch حقل شيبة النفطي, DMG Ḥaql Šaiba an-nafṭī), auch Shaybah, ist ein Ölfeld in Saudi-Arabien und liegt im östlichen Teil der Wüste Rub al-Chali, unweit der Grenze zu den Vereinigten Arabischen Emiraten. Es wird von der staatlichen Firma Saudi Aramco betrieben.
Das Wetter ist extrem: Die Temperatur fällt im Winter in der Nacht auf 0 °C, im Sommer kann sie tagsüber 56 °C erreichen. Regen fällt sehr wenig.
Öl wurde 1968 entdeckt, bis 1974 wurden 50 Probebohrungen durchgeführt. Das Vorkommen wurde auf 14 Mrd. Barrel Erdöl geschätzt. 1995–98 investierte Saudi Aramco 2,5 Mrd. Dollar in die Erdölförderung. Allein 1996 wurden 90.000 t Material vom nächsten Ort, Dharan, nach Shaybah gebracht. Zwei Drittel der Strecke konnten mit normalen Lkws bewältigt werden, den Rest übernahmen speziell für Saudi Aramco gefertigte Wüsten-Lkws, die über die Sanddünen fahren können. Am 3. Oktober 1999 wurde die Anlage von Kronprinz Abdullah eröffnet.
Neben der Erdölförderung entstand eine Siedlung (ebenfalls Schaiba genannt) für 1000 Menschen, eine Straße, ein kleiner Flughafen und eine Pipeline.

## Angriff auf das Ölfeld
Am 17. August 2019 wurde das Ölfeld von Schaiba von Drohnen angegriffen. Das entstandene Feuer verursachte nach saudischen Angaben nur geringen Schaden, es gab keine Verletzten und kam zu keinem Produktionsausfall. Zu dem Angriff mit angeblich 10 Drohnen bekannten sich die jemenitischen Huthis, die im Jemen-Krieg von den Saudis bekämpft werden. Es wurde spekuliert, ob der Angriff als Warnung an die ebenfalls in den Jemen-Krieg verwickelten Vereinigten Arabischen Emiraten gedacht war. Das Ölfeld ist über 1000 km vom Jemen entfernt.
Für Drohnenangriffe auf zwei Pumpstationen der saudischen Ost-West-Pipeline und auf den Hafen von Yanbu am 14. Mai 2019 hatten die Huthi-Rebellen bereits die Verantwortung übernommen. Die Rebellen kündigten weitere und schwerere Aktionen an, wenn die saudische Aggression im Jemen anhalte.